# Ergebnisse der Mathematik und ihrer Grenzgebiete
Die Ergebnisse der Mathematik und ihrer Grenzgebiete sind eine Reihe mathematischer Monographien des Springer Verlags. Sie begann 1932 mit dem Band Knotentheorie von Kurt Reidemeister. Die zweite Folge (mit insgesamt 101 Bänden) begann 1955 mit dem Band Transfinite Zahlen von Heinz Bachmann und die dritte Folge 1983. Die Reihe erhielt später den englischen Zusatz A series of modern surveys in mathematics.

## Hauptteil, Geschichte
Begründet wurde sie 1932 von den Herausgebern des Zentralblatts für Mathematik, darunter Pawel Alexandrow, Wilhelm Blaschke, Richard Courant, Godfrey Harold Hardy, Gaston Julia, Tullio Levi-Civita, Rolf Nevanlinna, Bartel Leendert van der Waerden. Sie entsprachen anfangs mit fünf Beiträgen pro Band einer Zeitschriften-ähnlichen Publikation von großen Übersichtsartikeln im Umfang von maximal 100 bis 150 Seiten. In der Zeit des Nationalsozialismus begannen die Nummern ab 1936 unregelmäßiger zu erscheinen. Die erste Reihe endete 1942 (mit der letzten Nr. des fünften Bandes).
Nach dem Zweiten Weltkrieg wurde dazu übergegangen einzelne Bücher (Hefte) zu veröffentlichen. Als Herausgeber im ersten Band der 2. Folge (erschienen 1955) wurden angegeben: Lars Ahlfors (zuständig für komplexe Analysis), Reinhold Baer (Gruppentheorie), Richard Courant, Joseph L. Doob (Wahrscheinlichkeit und Statistik), Samuel Eilenberg (Topologie), Hans Rademacher, Friedrich Karl Schmidt, Beniamino Segre (algebraische Geometrie), Emanuel Sperner. Zuständig für Analysis war Paul Halmos. Jeder der Herausgeber konnten auf seinem Gebiet Buchprojekte vorschlagen. Bis 1961 erschienen 30 Bände. Ab 1961 war Peter Hilton Herausgeber und die einzelnen Bücher erschienen nun als Bände statt Hefte. 1968 waren die Herausgeber Paul Halmos, Reinhold Remmert, Peter Hilton, Béla Szőkefalvi-Nagy (unter Mitwirkung von Courant, Ahlfors, Baer, Doob, Eilenberg, Rademacher, Sperner, B. Segre, Albrecht Dold, Martin Kneser, Michail Michailowitsch Postnikow, Friedrich L. Bauer, Gert Heinz Müller). Der letzte Band der 2. Reihe (Nr. 101) erschien 1988. Später erschienen aber auch Nachdrucke.
Die dritte Folge wurde in den 1970er Jahren gestartet mit Reinhold Remmert als Hauptherausgeber, der zuvor erfolgreich die Zeitschrift Inventiones Mathematicae gegründet hatte und von dort auch Herausgeber für die 3. Folge einführte (wie Jacques Tits, Jean-Pierre Serre, Nicolaas Kuiper, Enrico Bombieri). Der erste Band erschien 1983. Bis 2017 erschienen 67 Bände in der dritten Reihe. Es gibt keinen Hauptherausgeber.
Bekannte Bände waren zum Beispiel Fastperiodische Funktionen von Harald Bohr (1932), Algebren von Max Deuring (1935), Algebraic Surfaces von Oscar Zariski (1935),  Theorie der Funktionen mehrerer komplexer Veränderlichen von Heinrich Behnke und Peter Thullen (1934), Grundbegriffe der Wahrscheinlichkeitsrechnung von Andrei Kolmogorow (1933), On the problem of Plateau von Tibor Radó (1933), Idealtheorie von Wolfgang Krull (1935), Ergodentheorie von Eberhard Hopf (1937), Diophantische Approximationen von Jurjen Koksma (1936), Neue topologische Methoden in der algebraischen Geometrie von Friedrich Hirzebruch (1956), Generators and relations for discrete groups von H. S. M. Coxeter und W. O. J. Moser (1957), Inequalities von Edwin F. Beckenbach und Richard Bellman, Geometric Invariant Theory (1965) von David Mumford, Finite Geometries (1968) von Peter Dembowski und Coding Theorems of Information Theory von Jacob Wolfowitz (1961).
Die ISSN ist für die dritte Folge 0071-1136.

## Bände der ersten Reihe
Neuauflagen der Bände von Krull, Deuring, Zariski und Behnke/Thullen erschienen in der zweiten Reihe.
- 1,1  Kurt Reidemeister: Knotentheorie 1932
- 1,2 Karl Federhofer: Graphische Kinematik und Kinetostatik, 1932
- 1,3 M. J. O. Strutt: Lamésche-, Mathieusche- und verwandte Funktionen in Physik und Technik, 1932
- 1,4 Kurt Hohenemser: Die Methoden zur angenäherten Lösung von Eigenwertproblemen in der Elastokinetik, 1932
- 1,5 Harald Bohr: Fastperiodische Funktionen, 1932
- 2,1  Oswald Veblen: Projektive Relativitätstheorie, 1933
- 2,2  Tibor Radó: On the problem of Plateau, 1933
- 2,3 Andrei Kolmogorow: Grundbegriffe der Wahrscheinlichkeitstheorie, 1933
- 2,4 Alexander Jakowlewitsch Chintschin: Asymptotische Gesetze der Wahrscheinlichkeitsrechnung, 1933
- 2,5 Cyrus MacDuffee: The theory of matrices, 1933
- 3,1 Tommy Bonnesen, Werner Fenchel: Theorie der konvexen Körper, 1934
- 3,2 Dirk Struik: Theory of linear connections, 1934
- 3,3 Heinrich Behnke, Peter Thullen: Theorie der Funktionen mehrerer komplexer Veränderlichen, 1934
- 3,4 Arend Heyting:  Mathematische Grundlagenforschung, Intuitionismus, Beweistheorie, 1934
- 3,5 Oscar Zariski: Algebraic Surfaces, 1935
- 4,1 Max Deuring: Algebren 1935
- 4,2 Bartel Leendert van der Waerden: Gruppen von linearen Transformationen, 1935
- 4,3 Wolfgang Krull: Idealtheorie, 1935
- 4,4 Jurjen Koksma: Diophantische Approximationen, 1936
- 4,5 Constantin Caratheodory: Geometrische Optik, 1937
- 5,1 Tibor Radó: Subharmonic Functions, 1937
- 5,2 Eberhard Hopf: Ergodentheorie, 1937
- 5,3 Hans Ertel: Methoden und Probleme der dynamischen Meteorologie 1938
- 5,4 Thoralf Skolem: Diophantische Gleichungen, 1938
- 5,5 Béla Szőkefalvi-Nagy: Spektraldarstellung linearer Transformationen des Hilbertschen Raumes, 1942

## Bände der  zweiten Reihe
- 1 Heinz Bachmann: Transfinite Zahlen, 1955
- 2 Carlo Miranda: Equazioni alle derivate parziali di tipo ellittico, 1955, 2. Auflage 1970: Partial differential equations of elliptic type
- 3 Ludwig Bieberbach: Analytische Fortsetzung, 1955
- 4 Pierre Samuel: Méthodes d'Algèbre Abstraite en Géométrie Algébrique, 1955, 2. Auflage 1967
- 5 Jean Dieudonné: La géométrie des groupes classiques, 1955, 2. Auflage 1963
- 6 Leonard Roth: Algebraic threefolds: with special regard to problems of rationality, 1955
- 7 Hans-Heinrich Ostmann: Additive Zahlentheorie, Band 1, 1956, 2. Auflage 1968
- 8 Hans Wittich: Neuere Untersuchungen über eindeutige analytische Funktionen, 1956, 2. Auflage 1968
- 9 Friedrich Hirzebruch: Neue topologische Methoden in der algebraischen Geometrie, 1956, 2. Auflage 1962
- 10 Michio Suzuki: Structure of a group and the structure of its lattice of subgroups, 1956
- 11 Hans-Heinrich Ostmann: Additive Zahlentheorie, Band 2, 1956
- 12 Mario Baldassarri: Algebraic Varieties, 1956
- 13 Beniamino Segre: Some properties of differentiable varieties and transformations: with special reference to the analytic and algebraic cases, 1957
- 14 H. S. M. Coxeter, W. O. J. Moser: Generators and relations for discrete groups, 1957, 4. Auflage 1980
- 15 Karl Zeller: Theorie der Limitierungsverfahren, 1958, 2. Auflage 1970
- 16 Lamberto Cesari: Asymptotic behavior and stability problems in ordinary differential equations, 1959, 2. Auflage 1963
- 17 Francesco Severi: Il teorema di Riemann-Roch per curve, superficie e varietà: questioni collegate, 1958
- 18 James A. Jenkins: Univalent functions and conformal mapping, 1958, 2. Auflage 1965
- 19 Ralph Boas, Robert Creighton Buck: Polynomial expansions of analytic functions, 1958, 2. Auflage 1964
- 20 Richard Bruck: Survey of binary systems, 1958, 3. Auflage 1971
- 21 Mahlon M. Day: Normed linear spaces, 1958, 2. Auflage 1962
- 22 Wolfgang Hahn: Theorie und Anwendung der direkten Methode von Ljapunow, 1959
- 23 Stefan Bergman:  Integral operators in the theory of linear partial differential equations, 1961, 2. Auflage 1969
- 24 Demetrios Kappos:  Strukturtheorie der Wahrscheinlichkeitsfelder und -räume, 1960
- 25 Roman Sikorski: Boolean Algebras, 1960, 2. Auflage 1964
- 26 Hans Künzi: Quasikonforme Abbildungen, 1960
- 27 Robert Schatten: Norm ideals of completely continuous operators, 1960
- 28 Kiyoshi Noshiro: Cluster Sets, 1960
- 29 Konrad Jacobs:  Neuere Methoden und Ergebnisse der Ergodentheorie 1960
- 30 Edwin Beckenbach, Richard Bellman: Inequalities, 1961, 2. Auflage 1965
- 31 Jacob Wolfowitz: Coding theorems of information theory, 1961, 3. Auflage 1978
- 32 Corneliu Constantinescu, Aurel Cornea: Ideale Ränder Riemannscher Flächen, 1963
- 33 Pierre Conner, Edwin Floyd: Differentiable periodic maps, 1964
- 34 David Mumford: Geometric Invariant Theory, 1965, 2. Auflage 1982, 3. Auflage 1994
- 35 Peter Gabriel, M. Zisman: Calculus of fractions and homtopy theory, 1967
- 36 Calvin Richard Putnam:  Commutation properties of Hilbert space operators and related topics, 1967
- 37 Hanna Neumann: Varieties of Groups, 1967
- 38 Ralph Boas:  Integrability theorems for trigonometric transforms, 1967
- 39 Béla Szőkefalvi-Nagy: Spektraldarstellung linearer Transformationen des Hilbertschen Raumes, 1967
- 40 George Seligman: Modular Lie Algebras, 1967
- 41 Max Deuring: Algebren, 2. Auflage 1967
- 42 Kurt Schütte: Vollständige Systeme modaler und intuitionistischer Logik, 1968
- 43 Raymond Smullyan: First order logic, 1968 (Nachdruck Dover 1995)
- 44 Peter Dembowski: Finite Geometries, 1968
- 45 Juri Linnik: Ergodic properties of algebraic fields, 1968
- 46 Wolfgang Krull: Idealtheorie, 2. Auflage 1968
- 47 Leopoldo Nachbin:  Topology on spaces of holomorphic mappings, 1969
- 48 A. Ionescu Tulcea, Cassius Ionescu Tulcea: Topics in the theory of lifting 1969
- 49 Charles A. Hayes, Christian Y. Pauc: Derivation and Martingales, 1970
- 50 Jean-Pierre Kahane:  Séries de Fourier absolument convergentes, 1970
- 51 Heinrich Behnke, Peter Thullen:  Theorie der Funktionen mehrerer komplexer Veränderlichen, 2. Auflage, Hrsg. Reinhold Remmert
- 52  Herbert Wilf: Finite sections of some classical inequalities, 1970
- 53 Jean-Pierre Ramis: Sous-ensembles analytiques d'une variété banachique complexe, 1970
- 54 Herbert Busemann: Recent synthetic differential geometry, 1970
- 55 Wolfgang Walter: Differential and integral inequalities, 1970
- 56 Antonie Frans Monna:  Analyse non-archimédienne, 1970
- 57 Erik Alfsen: Compact convex sets and boundary integrals, 1971
- 58 Silvio Greco, Paolo Salmon: Topics in m-adic topologies, 1971
- 59 Santiago López de Medrano:  Involutions on manifolds, 1971
- 60 Shōichirō Sakai:  C* -algebras and W* -algebras, 1971
- 61 Oscar Zariski: Algebraic Surfaces, 2. Auflage 1971, mit Appendices von S. S. Abhyankar, Joseph Lipman und David Mumford
- 62, 63  Derek J. S. Robinson: Finiteness conditions and generalized soluble groups, Teil 1, 2, 1972
- 64 Monique Hakim:  Topos annelés et schémas relatifs, 1972
- 65 William Browder:  Surgery on simply-connected manifolds, 1972
- 66 Albrecht Pietsch:  Nuclear locally convex spaces, 1972
- 67 Claude Dellacherie: Capacités et processus stochastiques, 1972
- 68 M. S. Raghunathan:  Discrete subgroups of Lie groups, 1972
- 69 Colin Rourke, Brian J. Sanderson:  Introduction to piecewise-linear topology, 1972
- 70 Shoshichi Kobayashi: Transformation groups in differential geometry, 1972
- 71 Jean Claude Tougeron:  Idéaux de fonctions différentiables, 1972
- 72 Iossif Iljitsch Gichman, Anatoli Skorochod: Stochastic differential equations, 1972
- 73 John Milnor: Symmetric bilinear forms, 1973
- 74 Robert Fossum: The divisor class group of a Krull domain, 1973
- 75 Tonny Springer: Jordan algebras and algebraic groups, 1973
- 76 Bertram Wehrfritz: Infinite linear groups : an account of the group-theoretic properties of infinite groups of matrices, 1973
- 77 Heydar Radjavi, Peter Rosenthal: Invariant Subspaces, 1973
- 78 János Bognár: Indefinite inner product spaces, 1974
- 79 Anatoli Skorochod: Integration in Hilbert Space, 1974
- 80 Frank Featherstone Bonsall, John Duncan: Complete normed algebras, 1973
- 81 John Crossley, Anil Nerode: Combinatorial functors, 1974
- 82 Walentin Wladimirowitsch Petrow (Valentin V. Petrov): Sums of independent random variables, 1975
- 83 Russell C. Walker: The Stone-Čech compactification, 1974
- 84 James Howard Wells, Lynn R. Williams: Embeddings and extensions in analysis, 1975
- 85 Wu Yi Hsiang:  Cohomology theory of topological transformation groups, 1975
- 86 Alexander Olewski: Fourier series with respect to general orthogonal systems, 1975
- 87 Christian Berg, Gunnar Forst: Potential theory on locally compact Abelian groups, 1975
- 88 André Weil: Elliptic functions according to Kronecker and Eisenstein, 1976
- 89 Roger Lyndon, Paul E. Schupp: Combinatorial group theory, 1977
- 90 Robert E. Edwards, Garth Gaudry: Littlewood-Paley and multiplier theory, 1977
- 91 Robert Gunning: Riemann surfaces and generalized theta functions, 1976
- 92 Joram Lindenstrauss, Lior Tzafriri: Classical Banach spaces 1: Sequence spaces, 1977
- 93 Arthur Besse:  Manifolds all of whose geodesics are closed,  1978
- 94 Herbert Heyer:  Probability measures on locally compact groups 1977
- 95 Sergei Adjan: The Burnside problem and identities in groups, 1979
- 96 Paul Halmos, V. S. Sunder:  Bounded integral operators on L2 spaces, 1978
- 97 Joram Lindenstrauss, Lior Tzafriri: Classical Banach spaces 2: Function spaces, 1979
- 98 Sibylla Prieß-Crampe: Angeordnete Strukturen : Gruppen, Körper, projektive Ebenen, 1983
- 99 Bruce L. Reinhart:  Differential geometry of foliations : the fundamental integrability problem, 1983
- 100 Hans Petersson:  Modulfunktionen und quadratische Formen, 1982
- 101 Ramesh Gangolli, V. S. Varadarajan: Harmonic analysis of spherical functions on real reductive groups, 1988

## Bände der dritten Reihe
- 1 Albrecht Fröhlich: Galois module structure of algebraic integers, 1983
- 2 William Fulton: Intersection theory, 1983
- 3 Jens Carsten Jantzen:  Einhüllende Algebren halbeinfacher Lie-Algebren, 1983
- 4 Wolf Barth, Klaus Hulek Chris A. M. Peters, Antonius Van de Ven: Compact complex surface, 1984, 2. Auflage 2004
- 5 Kurt Strebel: Quadratic differentials, 1984
- 6 Michael J. Beeson:  Foundations of constructive mathematics: metamathematical studies, 1985
- 7 Allan Pinkus: n-widths in approximation theory, 1986
- 8 Ricardo Mañé: Ergodic theory and differentiable dynamics 1987
- 9 Michail Leonidowitsch Gromow: Partial differential relations, 1986
- 10 Arthur Besse: Einstein manifolds, 1987
- 11 Michael D. Fried, Moshe Jarden: Field arithmetic, 1986
- 12 Jacek Bochnak, Michel Coste, Marie-Francoise Roy: Géométrie algébrique réelle, 1987
- 13 Eberhard Freitag, Reinhardt Kiehl:  Etale cohomology and the Weil conjecture 1988
- 14 Mark Goresky, Robert MacPherson: Stratified Morse Theory, 1988
- 15 Tadao Oda:  Convex bodies and algebraic geometry : an introduction to the theory of toric varieties, 1988
- 16 Gerard van der Geer: Hilbert modular surfaces, 1988
- 17 Grigori Alexandrowitsch Margulis: Discrete subgroups of semisimple Lie groups, 1991
- 18 Andries Evert Brouwer, Arjeh Cohen, Arnold Neumaier: Distance-regular graphs, 1989
- 19 Ivar Ekeland: Convexity methods in Hamiltonian mechanics, 1990
- 20 Alexei Kostrikin: Around Burnside, 1990
- 21 Siegfried Bosch, Werner Lütkebohmert, Michel Raynaud: Néron models, 1990
- 22 Gerd Faltings, Ching-Li Chai: Degeneration of abelian varieties, 1990
- 23 Michel Ledoux, Michel Talagrand:  Probability in Banach spaces : isoperimetry and processes, 1991, 2. Auflage 2010
- 24 Vladimir F. Lazutkin: KAM theory and semiclassical approximations to eigenfunctions, 1993
- 25 Welington de Melo, Sebastian van Strien: One-dimensional dynamics, 1993
- 26 Seppo Rickman: Quasiregular mappings, 1993
- 27 Robert Friedman, John W. Morgan:  Smooth four-manifolds and complex surfaces, 1994
- 28  Victor Havin, Burglind Jöricke: The uncertainty principle in harmonic analysis, 1993
- 29 Anthony Joseph: Quantum groups and their primitive ideals, 1995
- 30 Eckart Viehweg: Quasi-projective moduli for polarized manifolds, 1995
- 31 Waleri Kozlow:  Symmetries, topology and resonances in Hamiltonian mechanics
- 32  János Kollár: Rational curves on algebraic varieties, 1996
- 33 Carlos Andrada, Ludwig Bröcker, Jesús M. Ruiz: Constructible sets in real geometry, 1996
- 34 David Goss:  Basic structures of function field arithmetic, 1996
- 35 Michael Struwe: Variational methods: applications to nonlinear partial differential equations and Hamiltonian systems, 3. Auflage 2000
- 36 Jacek Bochnak, Michel Coste, Marie-Francoise Roy: Real algebraic geometry, 1998
- 37 Mariano Giaquinta, Giuseppe Modica, Jiří Souček: Cartesian currents in the calculus of variations 1, 1998
- 38 Mariano Giaquinta, Giuseppe Modica, Jiří Souček: Cartesian currents in the calculus of variations 2:Variational integrals, 1998
- 39 Gérard Laumon, Laurent Moret-Bailly: Champs algébriques, 2000
- 40 Luis Ribes, Pavel Zalesskii: Profinite groups, 2000, 2. Auflage 2010
- 41 Igor Nikolaev: Foliations on surfaces,  2001
- 42 Reinhardt Kiehl, Rainer Weissauer:  Weil conjectures, perverse sheaves and l'adic Fourier transform, 2001
- 43 George Greaves: Sieves in number theory, 2001
- 44 Wolfgang Lück: L2-invariants: theory and applications to geometry and K-theory, 2002
- 45 Thomas Kappeler, Jürgen Pöschel: KdV & KAM, 2003
- 46 Michel Talagrand: Spin glasses : a challenge for mathematicians ; cavity and mean field models, 2003
- 47 Mark Adler, Pierre van Moerbeke, Pol Vanhaecke: Algebraic integrability, Painlevé geometry and Lie algebras, 2004
- 48, 49  Robert Lazarsfeld: Positivity in algebraic geometry, Teil 1,2, 2004
- 50 Sergey Neshveyev, Erling Størmer: Dynamic entropy in operator algebras, 2006
- 51 Boris Khesin, Robert Wendt: The geometry of infinite-dimensional groups, 2009
- 52 Chris A. M. Peters, Joseph Steenbrink: Mixed Hodge Structures, 2009
- 53 Vítor Araújo, Maria José Pacifico: Three-dimensional flows, 2010
- 54,55 Michel Talagrand: Mean field models for spin glasses, Teil 1,2, 2011
- 56 Franc Forstnerič : Stein manifolds and holomorphic mappings: the homotopy principle in complex analysis, 2011, 2. Auflage 2017
- 57 Francis Buekenhout, Arjeh Cohen: Diagram geometry: related to classical groups and buildings, 2013
- 58 Eckhard Meinrenken: Clifford algebras and Lie theory, 2013
- 59 Frédéric Paugam: Towards the mathematics of quantum field theory, 2014
- 60 Michel Talagrand: Upper and lower bounds for stochastic processes: modern methods and classical problems, 2014
- 61 Werner Lütkebohmert: Rigid geometry of curves and their Jacobians, 2016
- 62 Yves Benoist, Jean-François Quint: Random walks on reductive groups, 2016
- 63 Tuomas Hytönen, Jan van Neerven, Mark Veraar, Lutz Weis: Analysis in Banach spaces, Band 1: Martingales and Littlewood-Paley theory, 2016
- 64 Nihat Ay, Jürgen Jost, Hông Vân Lê, Lorenz Schwachhöfer: Information Geometry, 2016
- 65 Annette Huber, Stefan Müller-Stach: Periods and Nori motives, 2017 (mit Beiträgen von Benjamin Friedrich, Jonas von Wangeheim)
- 66 Luis Ribes: Profinite graphs and groups, 2017
- 67 Tuomas Hytönen, Jan van Neerven, Mark Veraar, Lutz Weis: Analysis in Banach spaces, Band 2: Probabilistic methods and operator theory, 2017
- 68 Viviane Baladi: Dynamical Zeta Functions and Dynamical Determinants for Hyperbolic Maps, 2018
- 69 Gaetan Chenevier, Jean Lannes: Automorphic Forms and Even Unimodular Lattices, 2019
- 70 Matthias Schütt, Tetsuji Shioda: Mordell-Weil Lattices, 2019
- 71 Jean-Louis Colliot-Thélène, Alexei N. Skorobogatov: The Brauer-Grothendieck Group, 2021
- 72 Helmut Hofer, Krzysztof Wysocki, Eduard Zehnder: Polyfolds and Fredholm Theory, 2021
- 73 Peter De Maesschalck, Freddy Dumortier, Robert Roussarie: Canard Cycles. From Birth to Transition, 2021
- 74 András Némethi: Normal Surface Singularities, 2022
- 75 Gijs Heuts, Ieke Moerdijk: Simplicial and Dendroidal Homotopy Theory, 2022
- 76 Tuomas Hytönen, Jan van Neerven, Mark Veraar, Lutz Weis: Analysis in Banach Spaces Volume III: Harmonic Analysis and Spectral Theory, 2024
- 77 Michael W. Davies: Infinite Group Actions on Polyhedra, 2024